# Sébastien Royllet
Sébastien Roillet [Royllet] est un maître écrivain français né en 1699 et mort en 1767.

## Biographie
Né le 6 octobre 1699 à Châlons-en-Champagne, fils d'un maître charpentier. Venu à Paris, il fut élève de Louis Rossignol, et travailla comme employé au Trésor royal. Il a été reçu dans la Communauté des maîtres écrivains en 1729. Il exerçait aussi dans les vérifications judiciaires.
Sébastien Royllet a épousé Catherine Perre (ou Pere). On leur connaît deux enfants : Catherine et Honoré-Sébastien, né en 1735.
La mention de l'Université de Bâle en Suisse qui figure au titre du manuscrit Etat des affaires générales... 1767 laisse entendre qu'il fut étudiant dans cette université, à moins qu'il n'y fut employé à un moment de sa carrière. Mais il est probable que ce soit ici son fils, car, dans un acte de succession après le décès de Sébastien Royllet, son fils Honoré Sébastien est qualifié de « membre de l'académie royalle de Basle », ce qui est surprenant, puisqu’il n’y a pas de royauté en Suisse…
Il semble toutefois que Sébastien Honoré (ou Honoré Sébastien) Royllet, le fils, ait enseigné la calligraphie française et latine à l’Université de Bâle. Il est mentionné dans le livre d’Andreas Staehelin, Geschichte der Universität Basel (1957) comme « immatriculé le 25 janvier 1764 comme maître écrivain ». Il a occupé le poste ensuite jusqu’en 1768.
Sébastien Royllet est mort à Paris le 26 avril 1767, et possédait une maison à Asnières.

## Œuvres gravées

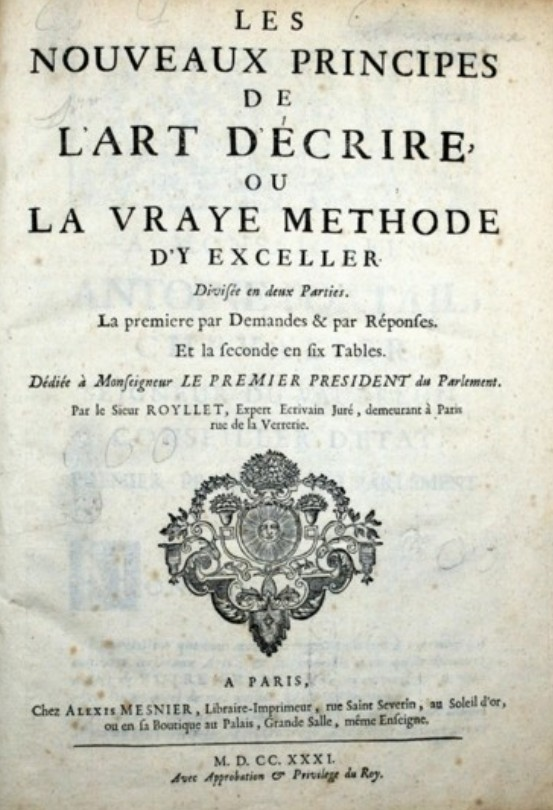
Titre des Nouveaux principes de Roillet (1731).

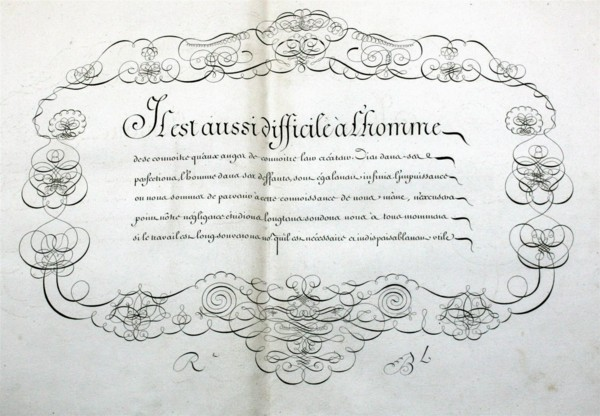
Un exemple de Roillet.

- Les Nouveaux principes de l'art d'écrire, ou la Vraye méthode d'y exceller... par le sieur Royllet... Paris : A. Mesnier, 1731. 2°, IV-36-20 p., pl. gravées par Bailleul l'aîné. (Paris BNF, Paris BHVP, Cambridge (MA) HUL, Chicago NL). Dédié à M. Portail, premier Président au Parlement de Paris. Becker 1997 no 149.

Il existe un état daté 1772 (Chicago NL, cité d'après Becker).
- Les Vrays principes de l'art d'écrire... par le sieur Royllet... Paris : Mesnier, 1735. 4° obl., 8 p., pl. gravées par Bailleul l'aîné (Paris BNF). Dédié à M. Portail, premier Président au Parlement de Paris. Cat. Destailleur no 854.
- Les Fidèles tableaux de l'art d'écrire par colonnes de démonstrations... Paris : Veuve David, Regnard, 1764. 2°, 10 pl. gr. par Baisiez. Dédié à M. de Maupeou, garde des Sceaux. (Paris BNF).
- Les Fidèles tableaux de l'art d'écrire par colonnes de démonstrations... Dédié à Monseigneur de Maupeou... Paris : J. Fr. Chereau, [ca. 1767-1768]. 2°, 31 pl. gr. par Baisiez (Paris BNF, Paris BHVP, Cambridge (MA) HUL). Cat. Jammes no 67. Avec le portrait de l'auteur gravé par Romanet d'après Forville Voir.

Idem. Paris : J. Fr. Chéreau, 1772.
- Démonstrations de l'art d'écrire, par M. Royllet de l'Académie royale d'écriture, gravées d'après les originaux de cet artiste, qui sont dans la collection d'écriture de M. Bédigis. Gravé par Petit. Cet ouvrage a été dirigé et mis en ordre par M. Bédigis, après la mort de l'auteur. Paris : Louis Joseph Mondhare, 1773 (publié vers 1776). Grand in-fol., 22 pl. Cambridge (MA) HUL. Becker 1997 no 150.

Il existe un tirage daté 1785 (Berlin 1939 n° 5138).

## Œuvres manuscrites
- Exemples manuscrits : Paris BHVP (voir Mediavilla).
- Exemples manuscrits : Chicago NL : Wing MS fZW 11 .186
- Etat des Affaires générales concernant les finances de France. Ecrit et revu avec soin par Royllet, de l'Université de Bâle en Suisse 1767. 12°, [16]-131 p. Reliure de maroquin rouge. On y trouve le détail des comptes et finances de la France pour 1766. [Passé en vente en 2005].